# Hybomitra szechwanensis
Hybomitra szechwanensis är en tvåvingeart som beskrevs av Olsufjev 1967. Hybomitra szechwanensis ingår i släktet Hybomitra och familjen bromsar. Inga underarter finns listade i Catalogue of Life.